# Poza prawem (film 1992)
Poza prawem (org. Beyond the Law) – amerykański dramat kryminalny z 1992 roku w reż. Larry'ego Fergusona. Film występuje również pt. W pogoni za cieniem (org. Fixing the Shadow) pod którym był rozpowszechniany poza granicami Stanów Zjednoczonych.

## Opis fabuły
Dan Saxon jest policjantem drogówki w Arizonie. Człowiek ten ze względu na trudne dzieciństwo (był maltretowany przez wuja policjanta) ma problemy z zachowaniem równowagi psychicznej. Pewnego dnia rzuca się z pięściami na swojego przełożonego, który właśnie przyjął łapówkę od szefa gangu motocyklistów. Zagrożony wydaleniem z policji przyjmuje ofertę współpracy od agenta FBI Price'a, który proponuje mu wstąpienie w szeregi wspomnianego gangu, celem zdobycia dowodów jego przestępczej działalności. Dzięki pomocy Virgila – mechanika naprawiającego motocykle gangu i pogardy dla ryzyka i śmierci, Dan szybko zyskuje sobie względy i zaufanie szefa bandy „Blooda”. Nawiązuje też romans z dziennikarką Renee, która za sowitą opłatą posiada zgodę „Blooda” na fotografowanie dnia powszedniego motocyklistów. Podając się za członka mało znanego gangu motocyklowego „Pytony” Dan, niejednokrotnie narażając życie, dokonuje wielu zakupów kontrolowanych broni i narkotyków, zdobywając bezcenne dowody przeciwko członkom gangu. Gdy pewnego dnia staje się świadkiem zabójstwa ekspedientki niedużego sklepiku, dokonanego przez „Blooda”, FBI wkracza do akcji i rozbija gang poprzez aresztowanie blisko 200 jego członków. Aresztowania „Blooda” dokonuje osobiście Dan.
Historia oparta na autentycznych wydarzeniach.

## Obsada aktorska
- Charlie Sheen – Dan Saxon ("Sid")
- Linda Fiorentino – Renee
- Michael Madsen – "Blood"
- Courtney B. Vance – Price
- Leon Rippy – Virgil
- Rip Torn – Prescott
- Dennis Burkley – Oatmeal
- Michael Waltman – Jailer

i inni.